# كوجيشال تاون
كوجيشال تاون (بالإنجليزية: .Coggeshall Town F.C)‏ هو نادٍ لكرة القدم مقره في كوجيشال، إسكس، إنجلترا. النادي حاليا أعضاء في دوري إسثميان القسم الشمالي ويلعبون في ويست ستريت.